# Camera degli Sposi
La Camera degli Sposi, chiamata nelle cronache antiche Camera picta ("camera dipinta"), è una stanza collocata nel torrione nord-est del Castello di San Giorgio di Mantova. È celebre per il ciclo di affreschi che ricopre le sue pareti, capolavoro di Andrea Mantegna, realizzato tra il 1465 e il 1474. Mantegna studiò una decorazione ad affresco che investisse tutte le pareti e le volte del soffitto, adeguandosi ai limiti architettonici dell'ambiente, ma al tempo stesso sfondando illusionisticamente le pareti con la pittura, come se lo spazio fosse dilatato ben oltre i limiti fisici della stanza. Il tema generale è una celebrazione politico-dinastica dell'intera famiglia di Ludovico III Gonzaga, con l'occasione dell'elezione a cardinale del figlio Francesco.

## Storia

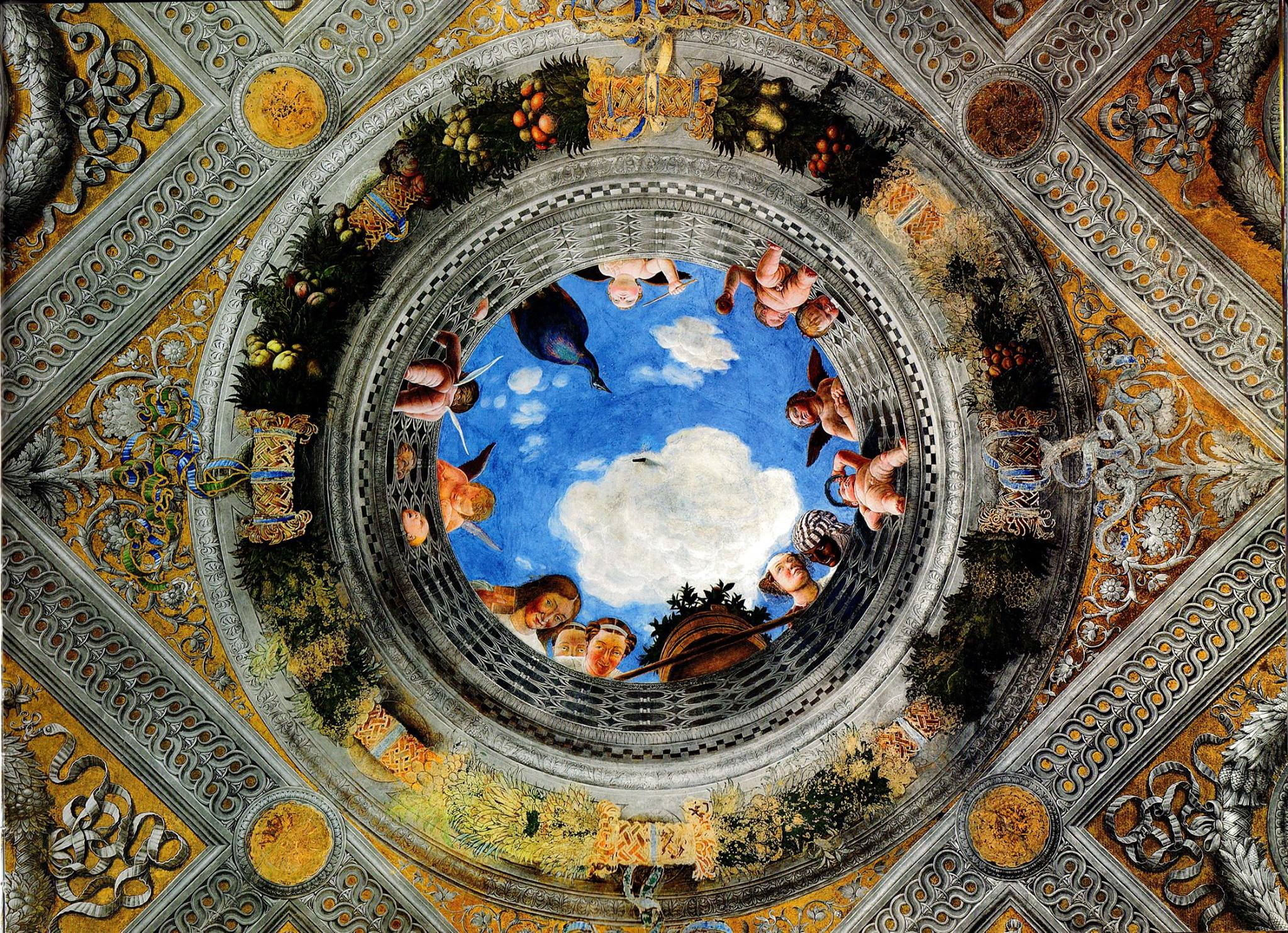
L'oculo

La decorazione della stanza venne commissionata da Ludovico III Gonzaga a Mantegna, pittore di corte dal 1460. La sala aveva originariamente una duplice funzione: quella di sala delle udienze (dove il marchese trattava affari pubblici) e quella di camera da letto di rappresentanza, dove Ludovico si riuniva coi familiari.
L'occasione della commissione è tutt'altro che chiarita dagli studiosi, registrando varie discordanze. L'interpretazione tradizionale lega gli affreschi all'elezione al soglio cardinalizio del figlio del marchese Ludovico, Francesco Gonzaga, avvenuta il 1º gennaio 1462: la scena della Corte rappresenterebbe quindi il marchese che ne riceve la notizia e quella dell'Incontro mostrerebbe padre e figlio che si trovano nel felice evento. La figura matura e corpulenta di Francesco tuttavia non è coerente con la sua età nel 1461, di circa 17 anni, testimoniata invece da un suo presunto ritratto conservato oggi a Napoli. Si è pensato quindi che gli affreschi celebrassero l'arrivo di Francesco a Mantova nell'agosto 1472, quando si apprestò a ricevere il titolo di abate commendatario di Sant'Andrea.

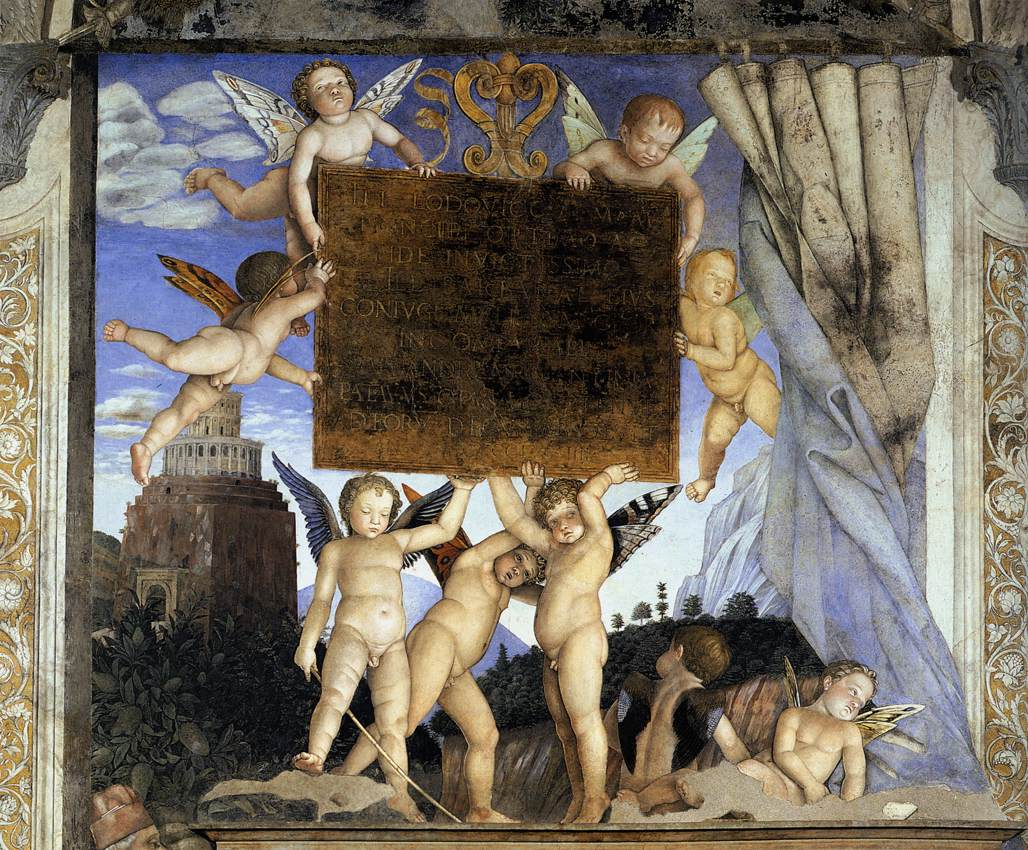
Camera degli Sposi, Putti che reggono la targa dedicatoria

La sequenza cronologica delle pitture è stata chiarita dal restauro del 1984-1987: il pittore iniziò dalla volta con limitate campiture a secco, che riguardano soprattutto parti dell'"oculo" e della ghirlanda che lo circonda; si passò poi alla parete della Corte, dove fu usata una misteriosa tempera grassa, stesa a secco procedendo per "pontate"; seguirono le pareti est e sud, coperte dai tendaggi dipinti, dove venne usata la tecnica tradizionale dell'affresco; infine fu dipinta la parete ovest dell'Incontro, pure trattata ad affresco e condotta a "giornate" molto piccole, che testimoniano una lentezza operativa che confermerebbe la durata quasi decennale dell'impresa, indipendentemente da altri compiti che il maestro dovette assolvere.
Dopo la morte di Ludovico, la stanza e il suo ciclo subirono una serie di traversie, che spesso ne degradarono, oltre che la conservazione fisica, anche il ruolo nella storia dell'arte. 
Pochi anni dopo la morte del marchese la camera risulta adibita a deposito di oggetti preziosi: forse per questa ragione non fu concesso a Vasari di visitarla, Vasari non cita infatti quest'opera ne le Vite, monumentale enciclopedia degli artisti e delle loro opere conosciute al tempo. Durante l'occupazione imperiale del 1630 la Camera degli Sposi subì numerosi danni, per poi essere praticamente abbandonata alle intemperie fino al 1875 circa.Ancora oggi sul capolavoro del Mantegna sono visibili scritte e incisioni di stampo vandalico effettuate in tutto il Settecento. La stanza iniziò ad essere chiamata "Camera degli Sposi" nel 1648 da Carlo Ridolfi. In ogni caso il riferimento era dovuto alla presenza in posizione predominante di Ludovico raffigurato accanto alla moglie, non tanto perché si trattasse di una camera nuziale. In effetti Gonzaga utilizzò la camera per redigere e custodire i suoi documenti commerciali e per ricevere, quasi uno studio di rappresentanza. Vi è presente un armadio per custodire i documenti ma anche il gancio che determinava la posizione del letto.
La tecnica usata, che prevedeva in alcuni episodi parti a secco più o meno ampie, non facilitava la conservazione e si hanno notizie vaghe di restauri prima del XIX secolo. Quelli successivi, fino a quello del 1941, furono numerosi e inadeguati. Finalmente nel 1987 si procedette a un restauro capillare con tecniche moderne, che ha recuperato tutto quanto sopravvissuto, restituendo l'opera agli studi e alla fruizione pubblica.
Il terremoto dell'Emilia del 2012 ha riaperto una vecchia micro-fenditura che corre verticale e poi obliqua nella scena della Corte e ha staccato una porzione di intonaco dipinto. Nel 2014 sono stati effettuati interventi tecnici per mettere in sicurezza da eventuali sismi la Camera Picta; dopo quasi un anno di lavoro il 2 aprile 2015 la Camera Picta ha riaperto i suoi tesori ai turisti, con l'inaugurazione da parte del ministro dei beni culturali, contando, già il giorno seguente, un'affluenza di 1400 turisti.

## Descrizione e stile
Giulio Carlo Argan evidenzia come la pittura mantegnesca qui, come in altre opere, si caratterizzi per la sua evocazione di immagini dell'antichità classica. Mantegna è il primo grande "classicista" della pittura: la sua arte può essere definita un "classicismo archeologico".

### Impaginazione generale
Nella stanza pressoché cubica (8,05 m circa di lato, con due finestre, due porte e un camino), Mantegna studiò una decorazione che investisse tutte le pareti e le volte del soffitto, adeguandosi ai limiti architettonici dell'ambiente, ma al tempo stesso sfondando illusionisticamente le pareti con la pittura, come se ci si trovasse al centro di un loggiato o di un padiglione aperto verso l'esterno.
Motivo di raccordo tra le scene sulle pareti è il finto zoccolo marmoreo che gira tutt'intorno nella fascia inferiore, sul quale poggiano i pilastri che suddividono le scene in tre aperture. La volta è affrescata suggerendo una forma sferoidale e presenta centralmente un oculo, da cui si sporgono personaggi e animali stagliati sul cielo azzurro. Attorno all'oculo alcuni costoloni dipinti dividono lo spazio in losanghe e pennacchi. I costoloni vanno a terminare in finti capitelli, a loro volta poggianti sui reali peducci delle volte, gli unici elementi a rilievo di tutta la decorazione, assieme alle cornici delle porte e al camino. Ciascun peduccio (esclusi solo quelli in angolo) appoggia in corrispondenza di uno dei pilastri dipinti.
Il registro superiore delle pareti è occupato da dodici lunette, decorate da festoni e imprese dei Gonzaga. Alla base delle lunette, tra peduccio e peduccio, corrono figuratamente le aste che fanno da cursore ai tendaggi, che sono raffigurati come scostati per permettere la visione delle scene principali. Questi drappi, che realmente coprivano i muri delle stanze del castello, simulano il broccato o il cuoio impresso a oro e foderato d'azzurro, e sono abbassati sulle pareti sud ed est, mentre sono aperti sulla parete nord (la Corte) e ovest (l'Incontro).
Il tema generale è la celebrazione politico-dinastico dell'intera famiglia Gonzaga, anche se decenni di studi non sono riusciti a chiarire univocamente un'interpretazione accettata da tutti gli studiosi. Probabilmente l'ideazione del complesso programma iconografico richiese varie consulenze, tra cui sicuramente quella del marchese stesso. Numerosissimi sono i ritratti, estremamente curati nella fisionomia e, talvolta, nella psicologia. Sebbene un'identificazione certa di ognuno di essi è impossibile a causa della mancanza di testimonianze, taluni sono tra le opere più intense di Mantegna in questo genere.

### La volta

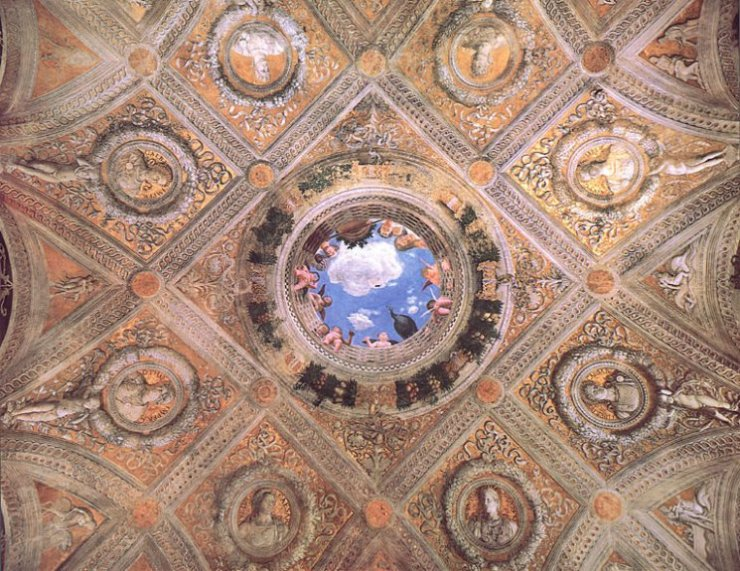
Il soffitto della Camera degli Sposi

La volta è composta da un soffitto ribassato, che è illusionisticamente diviso in vele e pennacchi dipinti. Alcuni finti costoloni dividono lo spazio in figure regolari, con sfondo dorato e pitture a monocromo che simulano sculture e clipei in stucco. L'abile articolarsi degli elementi architettonici dipinti simula una volta profonda, quasi sferica, che in realtà è una leggera curva di tipo "unghiato".
Al centro si trova il famoso oculo, il brano più stupefacente dell'intero ciclo, dove sono portati alle estreme conseguenze gli esperimenti illusionistici della Cappella Ovetari di Padova. Si tratta di un tondo aperto illusionisticamente verso il cielo, che doveva ricordare il celebre oculo del Pantheon, il monumento antico per eccellenza celebrato dagli umanisti. Nell'oculo, scorciati secondo la prospettiva da "sott'in su", si vede una balaustra dalla quale si sporgono una dama di corte, accompagnata dalla serva di colore, un gruppo di domestiche, una dozzina di putti, un pavone (riferimento agli animali esotici presenti a corte, piuttosto che simbolo cristologico) e un vaso, sullo sfondo di un cielo azzurro. Per rafforzare l'impressione dell'oculo aperto, Mantegna dipinse alcuni putti pericolosamente in bilico aggrappati al lato interno della cornice, con vertiginosi scorci dei corpicini paffuti. La varietà delle pose è estremamente ricca, improntata ad una totale libertà di movimento dei corpi nello spazio: alcuni putti arrivano a infilare il capo negli anelli della balaustra, oppure sono visibili solo da una manina che spunta.
Se non è chiara l'eventuale identificazione delle fanciulle con personaggi reali gravitanti attorno alla corte gonzaghesca (un volto muliebre è acconciato come la marchesa Barbara), esse sono colte in atteggiamenti diversi (una addirittura ha in mano un pettine) e le loro espressioni giocose sembrano suggerire la preparazione di uno scherzo, un episodio tratto dalla quotidianità nel solco della lezione di Donatello. Il pesante vaso di agrumi è infatti appoggiato a un bastone e le ragazze attorno, con volti sorridenti e complici, sembrano in procinto di farlo cadere nella stanza.
Nella nuvola vicino al vaso si trova nascosto un profilo umano, probabile autoritratto dell'artista abilmente mascherato.
L'oculo è racchiuso da una ghirlanda circolare, a sua volta racchiusa in un quadrato di finti costoloni, che sono dipinti con un motivo intrecciato che ricorda le palmette dei bassorilievi all'antica. Nei punti di incontro si trovano medaglioni dorati. Attorno al quadrato sono disposte otto losanghe con sfondo dorato, ciascuna contenente una ghirlanda circolare che racchiude un ritratto di uno dei primi otto imperatori romani, dipinto a grisaglia, sorretto da un putto e circondato da nastri svolazzanti. Tale rappresentazione suggella la concezione fortemente antiquaria dell'intero ambiente. I cesari sono ritratti in senso antiorario con il nome entro il medaglione (dove conservato) e le loro pose sono variate per evitare uno schematismo. Sono:
1. Giulio Cesare
2. Ottaviano Augusto
3. Tiberio
4. Caligola
5. Claudio
6. Nerone
7. Galba
8. Otone

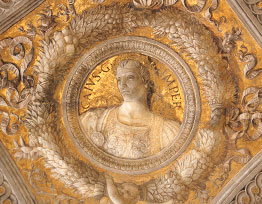
Caligola

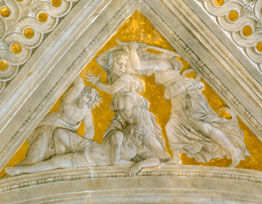
Morte di Orfeo

Attorno alle losanghe, nel registro più esterno, sono collocati (in senso orario) dodici pennacchi corrispondenti a ciascuna lunetta sulle pareti. Essi sono decorati con finti bassorilievi di ispirazione mitologica, che celebrano simbolicamente le virtù del marchese quale condottiero e uomo di stato, quali il coraggio (mito di Orfeo), l'intelligenza (mito di Arione di Metimna), la forza (mito delle dodici fatiche di Ercole). Sono:
1. Orfeo incanta le forze della natura
2. Orfeo incanta Cerbero e una Furia
3. Morte di Orfeo (Orfeo straziato dalle Baccanti)
4. Arione che incanta il delfino
5. Arione portato in salvo dal delfino
6. Periandro che condanna i cattivi marinai
7. Ercole scocca una freccia verso il centauro Nesso
8. Nesso e Deianira
9. Ercole che lotta con il leone Nemeo
10. Ercole che uccide l'Idra
11. Ercole e Anteo
12. Ercole che uccide Cerbero

I costoloni vanno a terminare in finti capitelli con decorazioni vegetali, sui quali sono impostate le basi dei putti reggi-medaglione. Questi capitelli poggiano sui peducci reali.

### Paretedella Corte

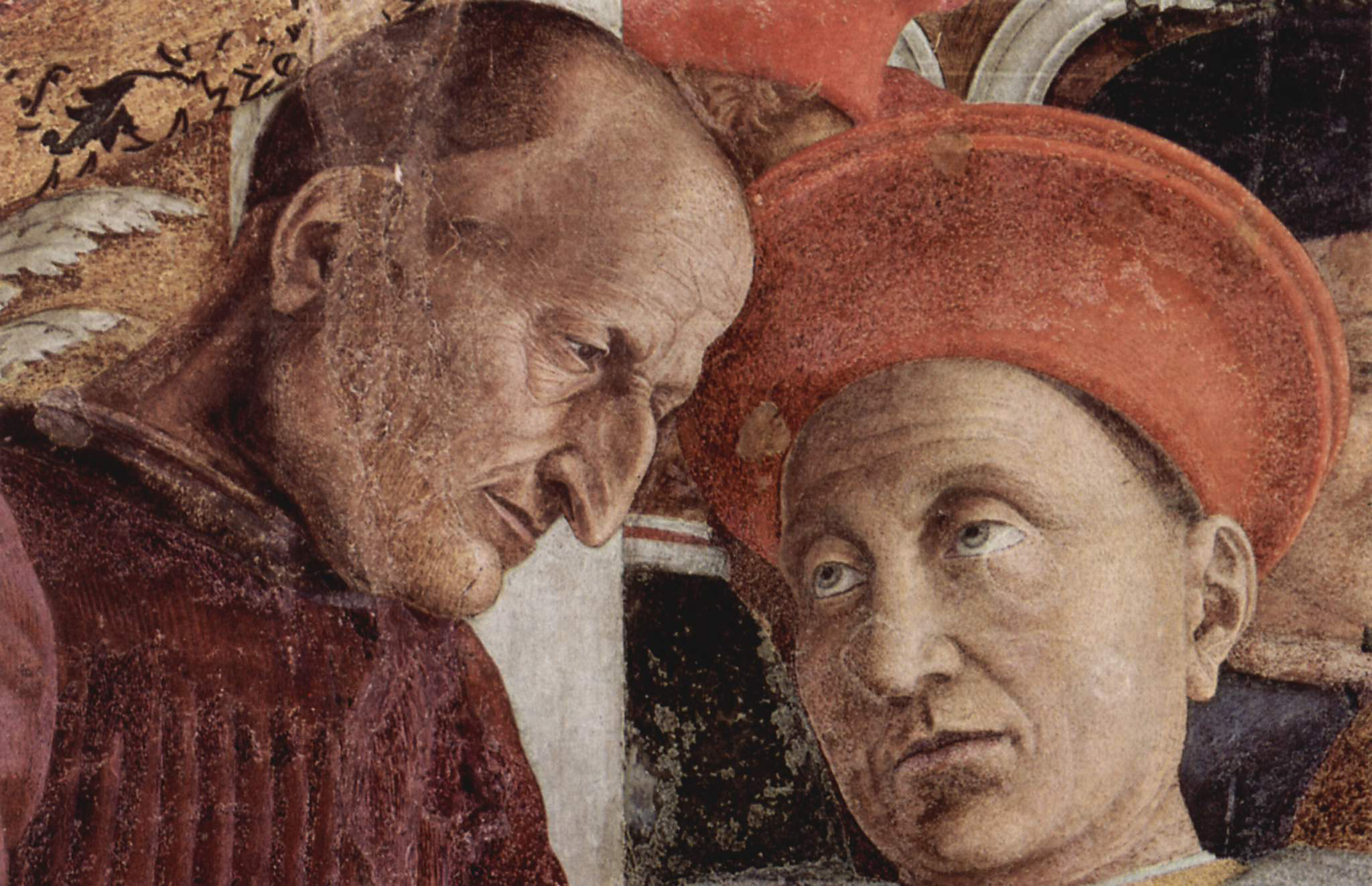
Ludovico III Gonzaga (a destra) con il suo segretario Marsilio Andreasi, Raimondo Lupi di Soragna o suo fratello Alessandro

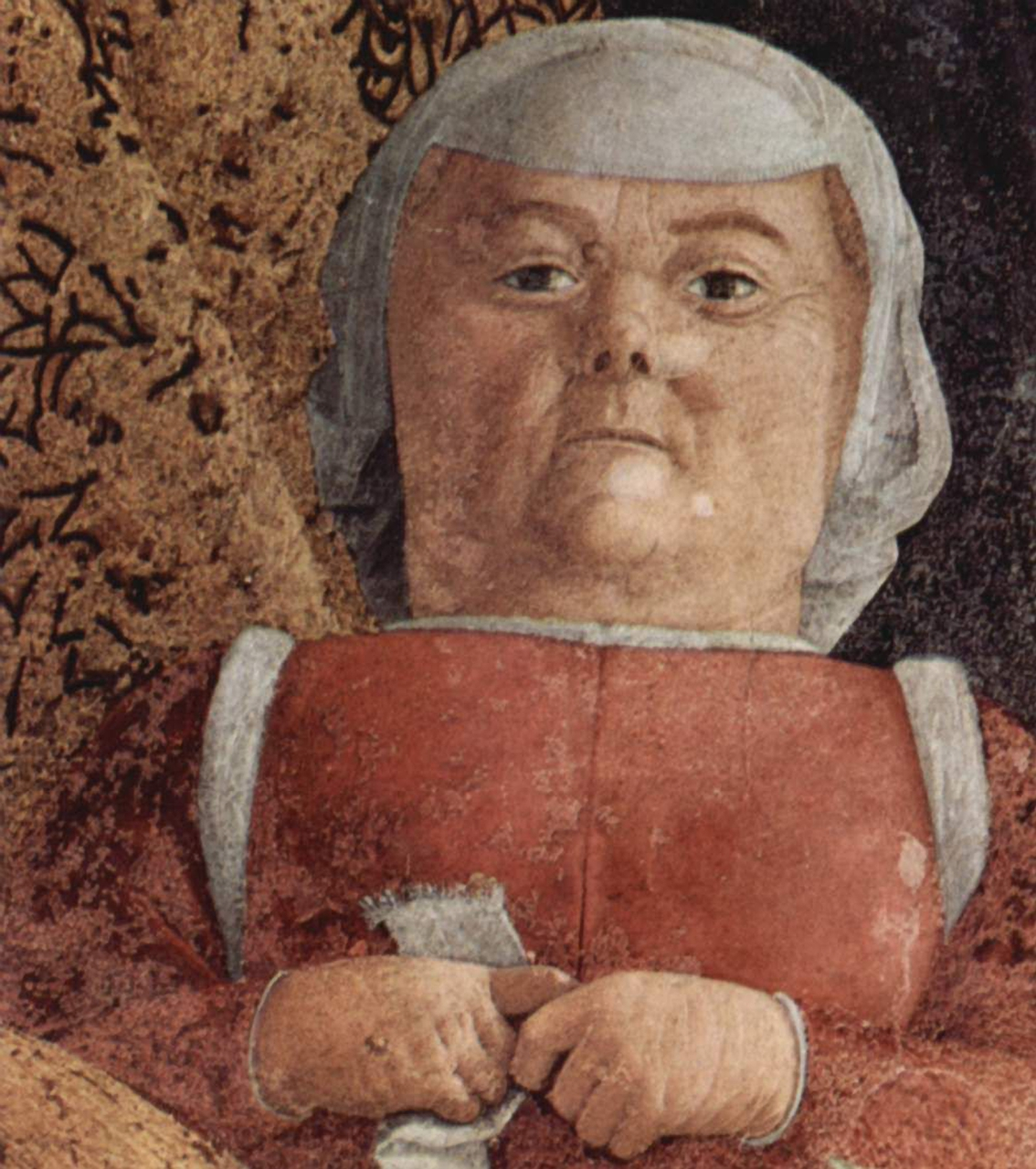
La nana

La scena della corte ha un'impaginazione particolarmente originale, per adattarsi alla forma della stanza. La presenza del camino infatti, che invade a metà la parte inferiore destinata agli affreschi narrativi, rendeva molto difficile ambientare la scena senza interruzioni, ma Mantegna risolse il problema usando l'espediente di collocare la scena su una piattaforma rialzata a cui si accede da alcuni gradini che scendono nel lato destro. Da questa piattaforma, il cui pavimento coincide con il ripiano sopra il camino, pendono preziosi tappeti che arricchiscono la sontuosità della scena.
Il primo settore è occupato da una finestra che dà sul Mincio: qui Mantegna si limitò a disegnare una tenda chiusa. Nel secondo la tenda è dischiusa e mostra la corte dei Gonzaga riunita, sullo sfondo di un'alta transenna decorata da medaglioni marmorei, oltre la quale un alberello sfonda nella lunetta. Il terzo settore ha la tenda chiusa, ma una serie di personaggi vi passa davanti, camminando anche davanti al pilastro, secondo un espediente che confonde il confine tra mondo reale e mondo dipinto, usato già da Donatello.

#### I personaggi
Il settore centrale mostra il marchese Ludovico II Gonzaga seduto su un trono a sinistra in veste "de nocte", in risalto particolare grazie alla posizione leggermente defilata. Egli è ritratto mentre tiene in mano una lettera e parla con un servitore dal naso adunco, probabilmente il suo segretario Marsilio Andreasi o Raimondo Lupi di Soragna; oppure potrebbe trattarsi del fratello del marchese Ludovico II, Alessandro. La posa del marchese è l'unica che rompe la staticità del gruppo, attirando inevitabilmente l'attenzione dello spettatore. Sotto il trono sta accucciato il cane preferito del marchese, Rubino, simbolo di fedeltà. Dietro di lui sta poi in piedi il terzogenito Gianfrancesco, che tiene le mani sulle spalle di un bambino, forse il protonotario Ludovichino. L'uomo col cappello nero è Vittorino da Feltre, precettore del marchese e dei suoi figli. Al centro troneggia seduta la moglie del marchese, Barbara di Brandeburgo, in posizione quasi frontale, con una bambina alle ginocchia che sembra porgerle una mela, forse l'ultimogenita Paola. Dietro la madre sta in piedi Rodolfo, affiancato a destra da una donna, forse Barbarina Gonzaga. Gli altri personaggi sono incerti. Il primo profilo in secondo piano da sinistra è stato interpretato come un possibile ritratto di Leon Battista Alberti, mentre la donna dietro Barbarina è forse una nutrice di casa Gonzaga o, come sostengono alcuni studiosi, Paola Malatesta, madre di Ludovico II, in abito monastico; in basso sta la nana di corte Lucia affetta da neurofibromatosi, che guarda direttamente lo spettatore; in piedi parzialmente coperto dal pilastro sta un famiglio (cortigiano).

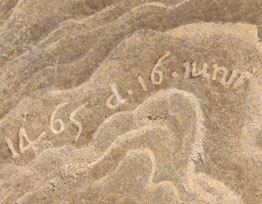
La data di inizio dei lavori

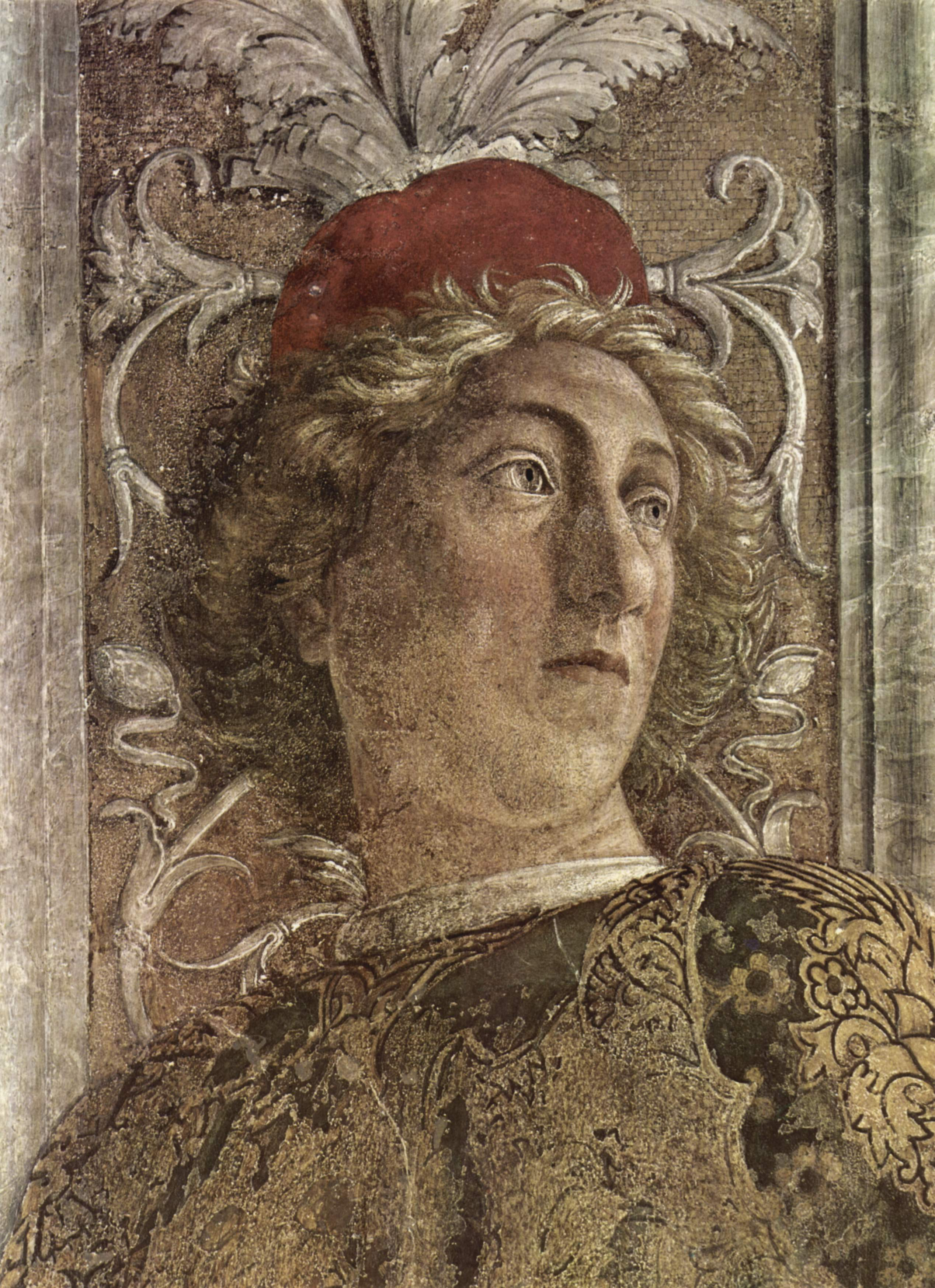
Probabile ritratto di Niccolò d'Este.

Il settore successivo mostra sette cortigiani che si avvicinano alla famiglia marchionale, in parte sulla piattaforma, in parte salendo le scale attraverso un'anticamera. Gli ultimi "entrano" nella scena discostando la tenda, dietro la quale si intravede un cortile assolato con muratori all'opera.
Nello sguancio della finestra si trova un finto paramento marmoreo, solcato da venature tra le quali è celata la data 16 giugno 1465, dipinta come un finto graffito e di solito interpretata come data di inizio dei lavori.
Non è chiaro l'esatto episodio a cui si riferisce l'affresco di questa parete. Fondamentale sarebbe stata la lettura delle scritte sulla lettera tenuta dal marchese, secondo alcuni la stessa tenuta in mano dal cardinale nella parete ovest, che l'ultimo restauro ha confermato come definitivamente perdute. Alcuni hanno interpretato la missiva come l'urgente convocazione di Ludovico quale comandante della truppe milanesi, da parte della duchessa di Milano Bianca Maria Visconti, a causa dell'aggravarsi delle condizioni del marito Francesco Sforza: spedita da Milano il 30 dicembre 1461 era giunta a Mantova il 1º gennaio 1462, proprio la data destinata ai festeggiamenti del neocardinale. Partito ligiamente per Milano rinunciando ai festeggiamenti, Ludovico avrebbe così incontrato a Bozzolo il figlio Francesco, che percorreva la strada in senso opposto (scena dell'Incontro), tornando da Milano dove si era recato per ringraziare lo Sforza per il ruolo che aveva giocato nelle trattative per la sua nomina a cardinale. Il pomello del faldistorio nel trono farebbe in modo di coprire proprio l'indirizzo della lettera, dettaglio che è stato interpretato come una sorta di damnatio memoriae decretata dai Gonzaga verso gli Sforza, colpevoli di aver impedito al loro erede di sposare prima una (Susanna) e poi l'altra figlia (Dorotea) delle figlie di Ludovico. Ma molti hanno sollevato il dubbio che una vendetta così ermetica potesse essere rappresentata in un'opera tanto rilevante ed alcuni dubitano anche se l'episodio della lettera e della partenza del marchese per Milano fosse così significativo da dover essere immortalato.
Di recente, uno studio di Giovanni Pasetti e Gianna Pinotti ha creduto di identificare nelle figure di cortigiani dipinte sulla parete nord gran parte della famiglia Sforza, tra cui un giovane Ludovico il Moro.
L'ultimo personaggio rappresentato sulla destra, in abito blu, potrebbe essere Caterina Gonzaga, figlia naturale del marchese Ludovico, cieca da un occhio, andata in sposa nel 1451 al condottiero Francesco Secco.

### Paretedell'Incontro

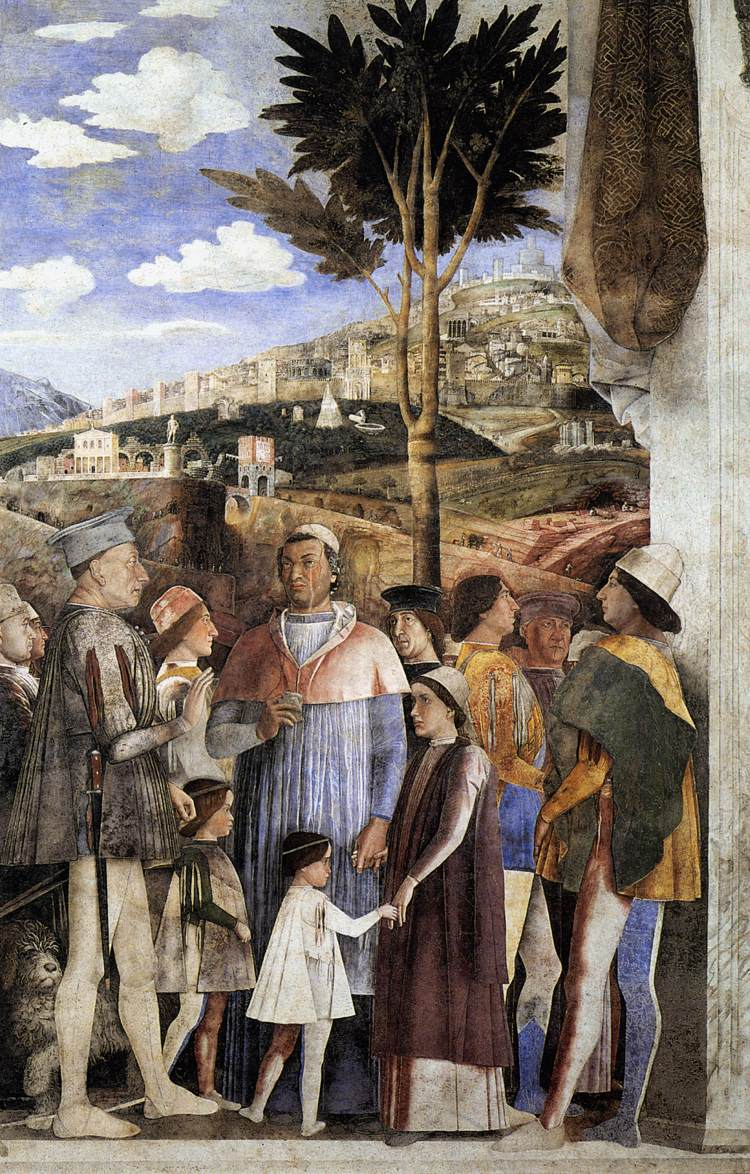
Parete dell'Incontro

La parete ovest, detta "dell'Incontro", è analogamente divisa in tre settori. In quello di destra avviene l'"incontro" vero e proprio, in quello centrale alcuni putti reggono una targa dedicatoria e in quello di sinistra sfila la corte del marchese, che prosegue con due personaggi anche nel settore centrale: questi ultimi sono rappresentati nell'angusto spazio tra il pilastro e la reale mensola dell'architrave della porta, dimostrando la difficile compenetrazione attuata efficacemente tra mondo reale e mondo dipinto. Nel pilastro tra l'incontro e i putti si trova nascosto tra le grisaille un autoritratto di Mantegna come mascherone.

#### I personaggi

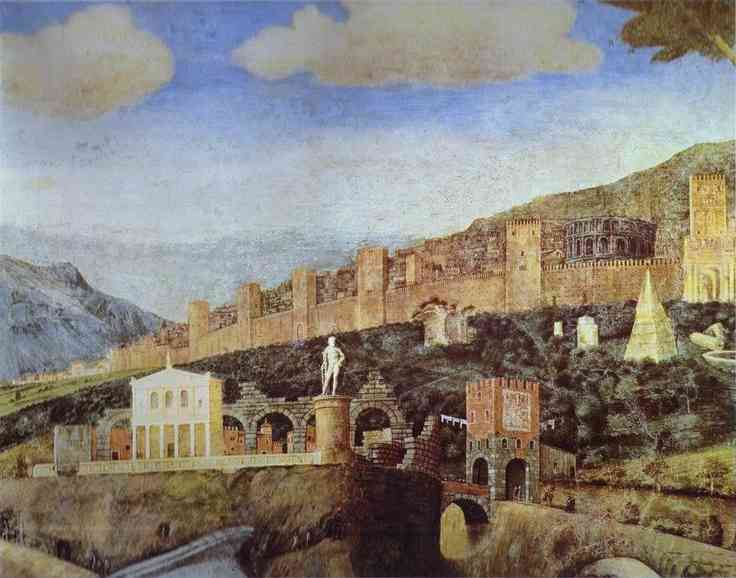
La veduta di Roma

Nell'Incontro sono rappresentati il marchese Ludovico, stavolta in vesti ufficiali, affiancato forse da Ugolotto Gonzaga, figlio del fratello defunto Carlo. Gli è di fronte il figlio Francesco cardinale. Sotto di loro stanno i figli di Federico I Gonzaga, Francesco e Sigismondo, mentre il padre Federico si trova all'estrema destra: le pieghe generose del suo abito sono uno stratagemma per nascondere la cifosi. Federico è a colloquio con due personaggi, uno di fronte e l'altro in secondo piano, indicati da alcuni come Cristiano I di Danimarca (di fronte; cognato di Ludovico II, poiché marito di Dorotea di Brandeburgo, sorella di Barbara) e Federico III d'Asburgo, figure che ben rappresentano il vanto della famiglia per la parentela regale. Il ragazzo al centro infine è l'ultimo figlio maschio del marchese, il protonotario Ludovico, che tiene per mano il fratello cardinale e il nipote, futuro cardinale, rappresentando il ramo della famiglia destinato al cursus ecclesiastico. La scena ha una certa fissità, determinata dalla staticità dei personaggi ritratti di profilo o di tre quarti per enfatizzare l'importanza del momento.
Sullo sfondo è rappresentata una veduta ideale di Roma, in cui si riconoscono il Colosseo, Castel Sant'Angelo, la piramide di Cestio, il teatro di Marcello, il ponte Nomentano, le Mura aureliane, ecc. Mantegna inventò anche alcuni monumenti di sana pianta, come una statua colossale di Ercole, in un capriccio architettonico che non ha niente di filologico, derivato probabilmente da un'elaborazione fantastica basata su modelli a stampa. La scelta della città eterna era simbolica: rimarcava il forte legame tra la dinastia e Roma, avvalorato dalla nomina cardinalizia, e poteva anche essere una citazione beneaugurante per il cardinale quale possibile futuro papa. A destra si trova anche una grotta dove alcuni cavatori sono al lavoro nello scolpire blocchi e colonne.

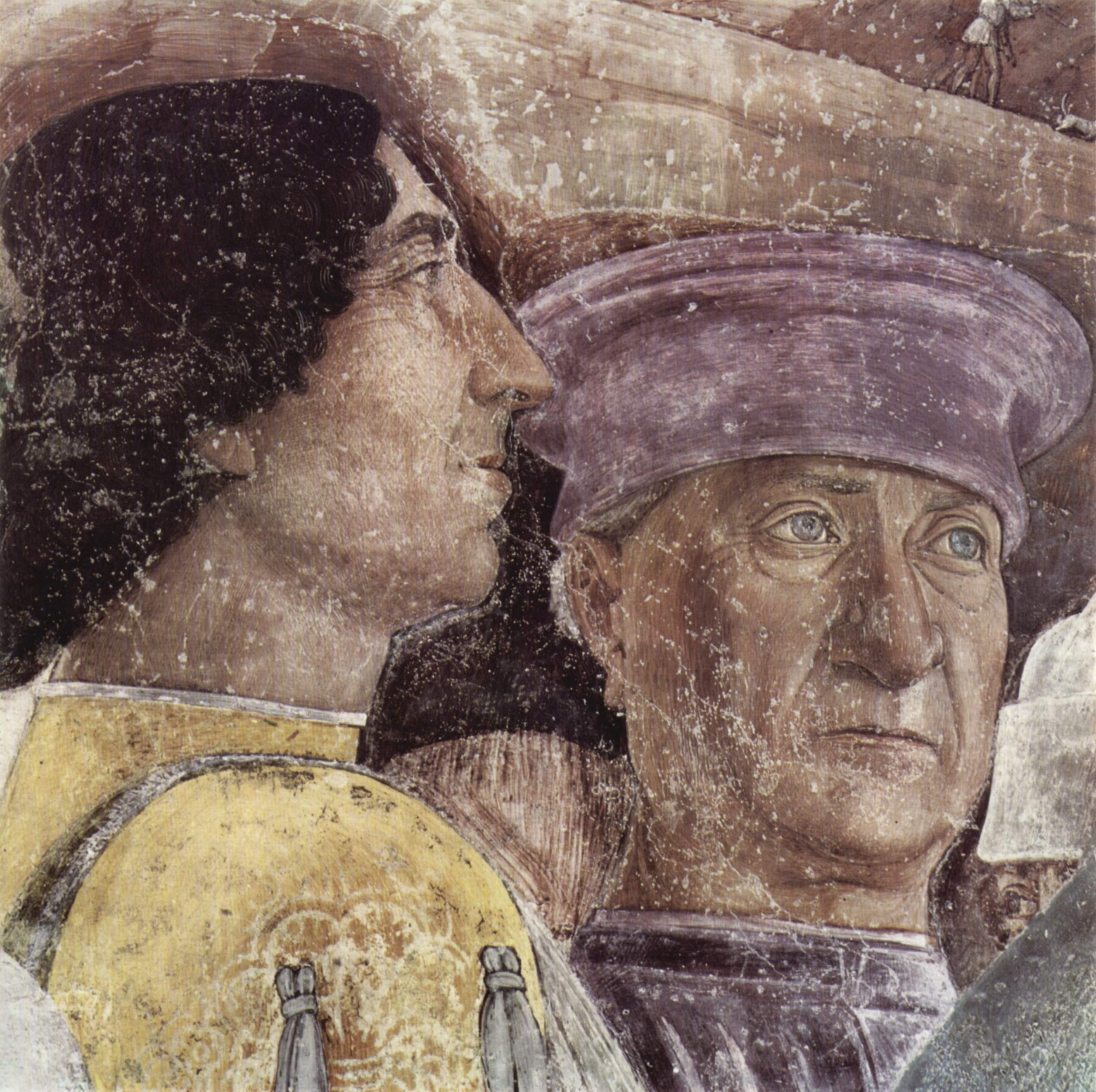
Federico III d'Asburgo e Cristiano I di Danimarca (di fronte)

#### La parte centrale
La parte centrale è occupata dai putti che reggono la targa dedicatoria. Vi si legge: "ILL. LODOVICO II M.M. / PRINCIPI OPTIMO AC / FIDE INVICTISSIMO / ET ILL. BARBARAE EJUS / CONIUGI MVLIERVM GLOR. / INCOMPARABILI / SVVS ANDREAS MANTINIA / PATAVVS OPVS HOC TENVE / AD EORV DECVS ABSOLVIT / ANNO MCCCCLXXIIII". Oltre alla firma "pubblica" dell'artista, che si dichiara "padovano", vi si legge la data 1474, generalmente indicata come quella della fine dei lavori, e parole di adulazione verso Ludovico Gonzaga ("illustrissimo... principe ottimo e di fede ineguagliata") e a sua moglie Barbara ("incomparabile gloria delle donne").
Nell'ultimo restauro è stata riscoperta nello scomparto sinistro una carovana dei Magi, stesa a secco e già coperta di sudiciume, forse aggiunta per indicare la stagione invernale dell'Incontro, nonostante la rigogliosa vegetazione, che però comprende anche alcuni aranci, che fioriscono a fine anno. Nello scomparto sinistro manca una lunga fascia di lato, che era stata coperta da una ridipintura settecentesca: i restauri hanno confermato la completa perdita delle pitture, dove si nascondeva una figura della quale si vede ancora oggi una mano.

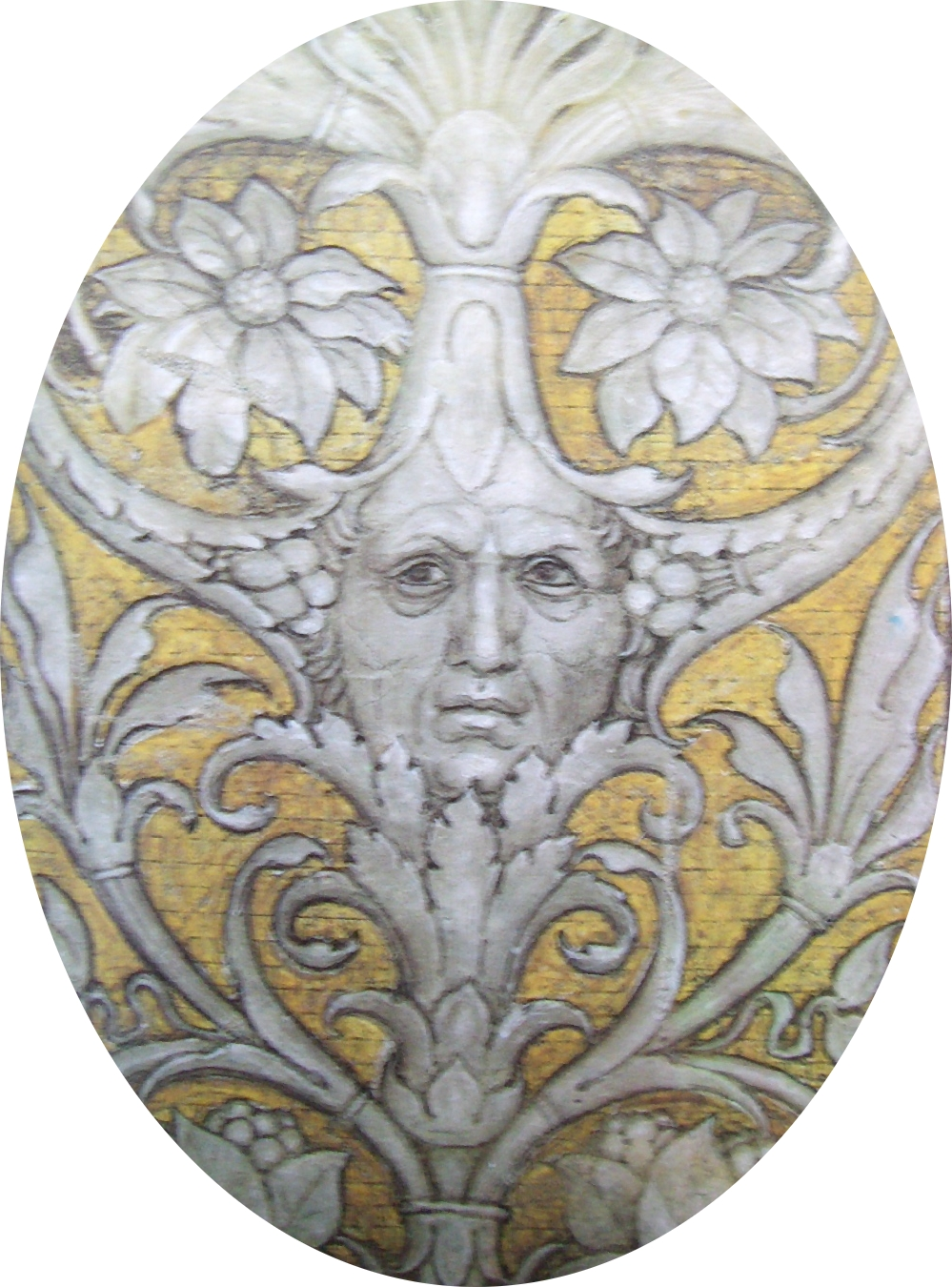
Autoritratto del Mantegna

### Paretiminori
Le pareti sud ed est sono coperte da tendaggi, oltre i quali spuntano le lunette. In quella sud si aprono una porta e un armadio a muro. Sopra l'architrave della porta è dipinto un grande stemma gonzaga, piuttosto malridotto, e le lunette sono quasi illeggibili. Quella est è meglio conservata e presenta tre belle lunette con festoni e imprese araldiche.

## Bibliografia

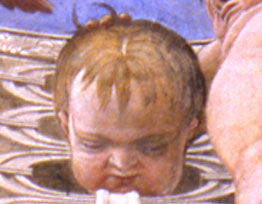
Putto nell'oculo

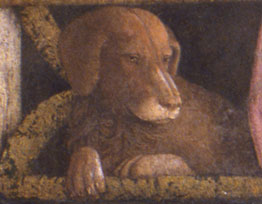
Il cane Rubino